# دهستان بنت
دهستان بنت، یکی از دهستان های بخش بنت شهرستان نیک‌شهر در استان سیستان و بلوچستان ایران است.

## جمعیت
براساس سرشماری عمومی نفوس و مسکن در سال ۱۳۹۵، جمعیت این دهستان ۱۲،۱۹۲ نفر ( ۳،۴۱۲خانوار) بوده‌است.